# Bundesstraße 455
Die Bundesstraße 455 (Abkürzung: B 455) ist eine Bundesstraße in Deutschland. Sie führt vom Wiesbadener Stadtteil Mainz-Kastel nach Schotten.

## Verlauf

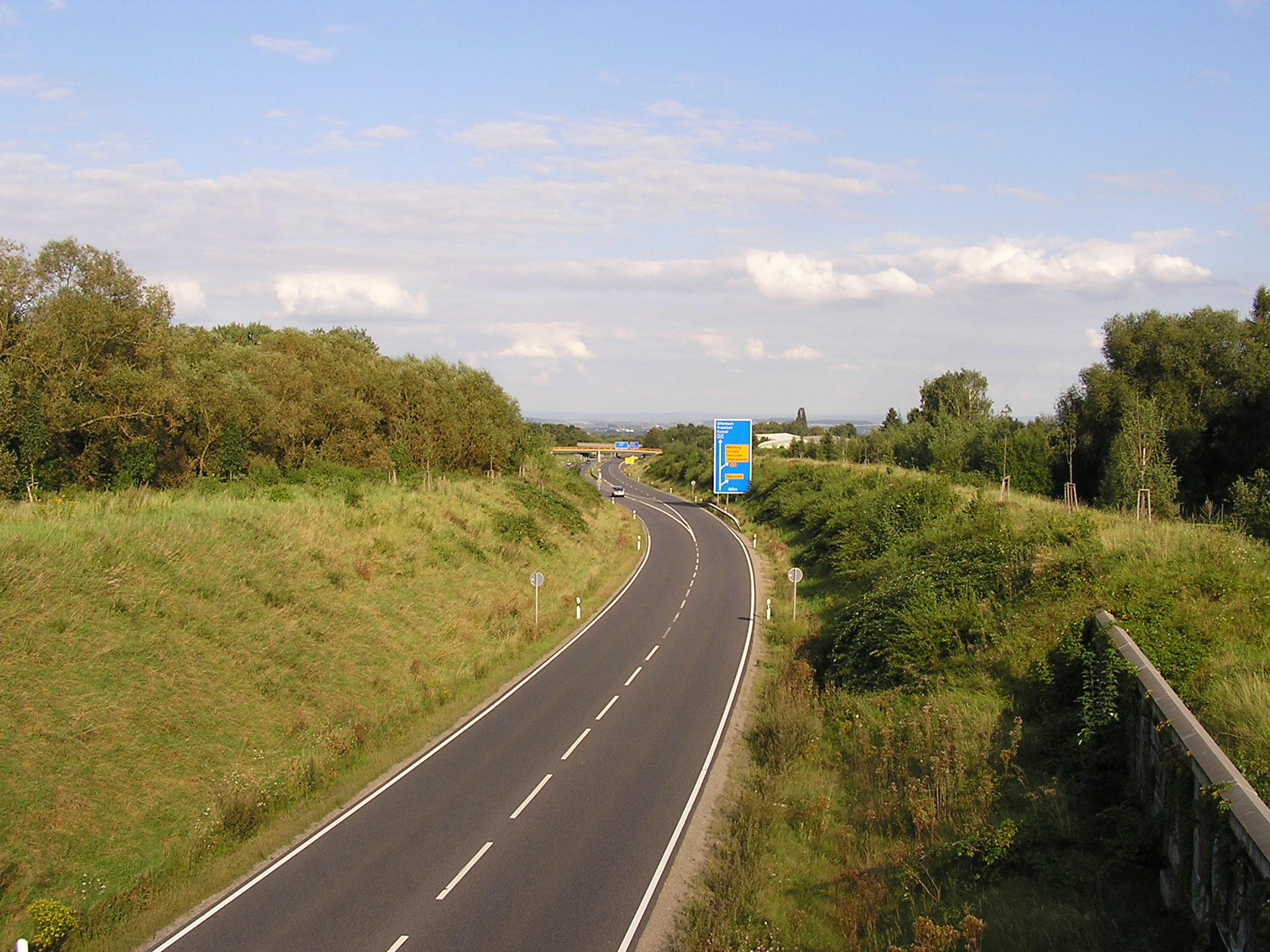
Ende der B 455 am Beginn der A 661 in Oberursel

Die Bundesstraße 455 beginnt an der Theodor-Heuss-Brücke in Mainz-Kastel, einem Stadtteil von Wiesbaden, und verläuft nordöstlich durch Wiesbadener Vororte in Richtung Taunus. Im Taunus quert die Bundesstraße 455 die Bundesautobahn 3 (A 3) und führt weiter durch Eppstein und Königstein im Taunus über den Königsteiner Kreisel, am Opel-Zoo und an Kronberg im Taunus vorbei in Richtung Oberursel (Taunus). Auf der sogenannten „Nordumgehung“ führt sie um Oberursel herum und geht anschließend in die A 661 über. Das Teilstück der A 661 vom Beginn bis zum Bad Homburger Kreuz sowie das Teilstück der A 5 vom Bad Homburger Kreuz bis zur Anschlussstelle Friedberg ersetzen die Bundesstraße inzwischen. Durch Rosbach vor der Höhe, Friedberg und Wölfersheim führt die Straße weiter durch den Wetteraukreis. Nach Harb bei Nidda führt die Bundesstraße 455 nach Schotten.

## Änderungen des Verlaufes und Abstufungen aus anderen Gründen
Ursprünglich führte die Bundesstraße 455 durch Oberursel. Der Bau der „Nordumgehung“ wurde bereits 1966 projektiert, der Planfeststellungsbeschluss aus dem Jahr 1971 wurde aber aufgrund von Klagen von Straßenbaugegnern erst 24 Jahre später, im Jahr 1995, rechtskräftig. Ein Zugeständnis an die Straßenbaugegner war der Bau einer Einhausung, des 280 Meter langen Eichwäldchentunnels, um die Siedlung vom Straßenlärm zu entlasten; die Mehrkosten trug die Stadt Oberursel, die später die Grundstücke auf der Einhausung gewinnbringend vermarktete. Die Nordumgehung konnte schließlich am 26. Mai 1999 feierlich eröffnet werden. Die alte Ortsdurchfahrt durch Oberursel ist inzwischen zur Kreisstraße (K 772) bzw. zur Landesstraße (L 3004) herabgestuft. Nahezu gleichzeitig erfolgte auch die Abstufung vom Autobahnende der A 661 bis zur Anschlussstelle Friedberg der A 5, wo sie in den Bereichen Bad Homburg vor der Höhe und Friedrichsdorf inzwischen zur Gemeindestraße bzw. zur Landesstraße (L 3057) heruntergestuft wurde. Dennoch zeigt die Beschilderung weiterhin sowohl von Königstein als auch von Friedberg aus Bad Homburg.

## Gebietskörperschaften
- Hessen
  - Wiesbaden
  - Main-Taunus-Kreis
    - Eppstein, Kelkheim (Taunus)

  - Hochtaunuskreis
    - Königstein im Taunus, Kronberg im Taunus, Oberursel (Taunus), Friedrichsdorf

  - Wetteraukreis
    - Rosbach vor der Höhe, Friedberg (Hessen), Wölfersheim, Nidda

  - Vogelsbergkreis
    - Schotten